# Peter Schöttler
Peter Schöttler, né en 1950, est un historien allemand ayant longtemps travaillé en France.
Spécialiste de l’histoire intellectuelle et sociale des XIXe et XXe siècles, il est directeur de recherche au CNRS et affilié à l’Institut d'histoire du temps présent (IHTP). Il est professeur associé à l’université libre de Berlin depuis 2000.

## Biographie
Après des études d’histoire, de lettres et de philosophie en Allemagne et en France (notamment avec Hans Mommsen, Georges Haupt, Louis Althusser et Michel Foucault), Peter Schöttler s’est d’abord orienté vers l’histoire sociale et a soutenu une thèse de doctorat sur la « politique sociale », le syndicalisme révolutionnaire et les bourses du travail à la fin du XIXe siècle. Il s’est ensuite consacré à l’histoire allemande du Vormärz où il a notamment travaillé sur les conflits du travail et les « Conseils de prud'hommes » en Rhénanie. Chercheur au CNRS de 1989 à 2015, il a consacré de nombreux travaux aux « transferts culturels » franco-allemands, notamment en histoire de l’histoire (historiographie). Il est alors devenu un des meilleurs spécialistes de l’œuvre de Marc Bloch et de Lucien Febvre et a notamment « redécouvert » le personnage et l’œuvre de Lucie Varga (1904-1941), la première femme ayant régulièrement publié dans la revue des Annales. En parallèle à ces recherches historiographiques, Peter Schöttler a beaucoup travaillé sur l’histoire du « Troisième Reich » et du nazisme.
Peter Schöttler a enseigné dans plusieurs universités allemandes et autrichiennes ainsi qu’à l’École des hautes études en sciences sociales (EHESS). Depuis 2000 il est professeur associé (Honorarprofessor) à l’université libre de Berlin. En 1990/91 il a été chercheur invité à l’Institute for Advanced Study et en 1996/97 à l’université de Princeton. De 1997 à 2003 il a fait partie de l’équipe du Centre Marc Bloch de Berlin et depuis 2008 il est chercheur invité à l’Institut Max-Planck d'histoire des sciences où il a notamment étudié le phénomène du scientisme. Depuis quelques années il prépare un livre sur Marc Bloch.
De 2004 à 2010 Peter Schöttler a été membre de la commission « histoire » de la Fondation pour la mémoire de la Shoah.
Peter Schöttler fait partie des fondateurs des revues Genèses, Cahiers Marc Bloch et Werkstatt Geschichte (de) (la revue des ateliers d’histoire allemands) ; il est également membre des comités éditoriaux de plusieurs revues spécialisées.

## Publications

### Ouvrages
- Naissance des Bourses du travail. Un appareil idéologique d'État à la fin du XIXe siècle, Presses universitaires de France, collection « Pratiques théoriques », Paris, 1985 (trad. allem.).
- Die "Annales"-Historiker und die deutsche Geschichtswissenschaft, Verlag Mohr-Siebeck, Tübingen, 2015.
- Du Rhin à la Manche. Frontières et relations franco-allemandes au XXe siècle. Préface de Henry Rousso, Presses Universitaires François-Rabelais, Tours, 2017.
- Das Max-Planck-Institut für Geschichte im historischen Kontext : Die Ära Heimpel. Berlin, 2017 .
- Nach der Angst. Geschichtswissenschaft vor und nach dem „linguistic turn“. Verlag Westfälisches Dampfboot, Münster 2018.
- Das Max-Planck-Institut für Geschichte im historischen Kontext, 1972-2006 : Zwischen Sozialgeschichte, Historischer Anthropologie und Historischer Kulturwissenschaft . Berlin 2020.

### Éditions et traductions
- (éd.) Gareth Stedman Jones (en), Klassen, Politik und Sprache. Für eine theorieorientierte Sozialgeschichte, Verlag Westfälisches Dampfboot, Munster, 1988.
- (éd.) Lucie Varga, Les Autorités invisibles. Une historienne autrichienne aux Annales, Le Cerf, coll. « Bibliothèque franco-allemande », Paris, 1991 (trad. allem.).
- (éd.) Lucien Febvre, Le Rhin. Mythes et histoire, Perrin, Paris, 1997 (trad. allem., ital., espan., port., chin.).
- (éd.) Lucien Febvre,  Martin Luther , Campus Verlag/Éditions de la Maison des Sciences de l’Homme, Francfort/Paris, 1996.
- (éd.), Lucien Febvre, Margarete von Navarra. Eine Königin der Renaissance zwischen Macht, Liebe und Religion, Campus Verlag/Éditions de la Maison des Sciences de l'Homme, Frankfurt/Paris, 1998.
- (éd.) Geschichtsschreibung als Legitimationswissenschaft, 1918-1945, Suhrkamp Verlag, Francfort, 1997 (trad. japonaise).
- (éd. avec Patrice Veit et Michael Werner), Plurales Deutschland - Allemagne plurielle. Mélanges Étienne François, Wallstein Verlag, Göttingen, 1999.
- (éd.) Marc Bloch - Historiker und Widerstandskämpfer, Campus Verlag/Éditions de la Maison des Sciences de l'Homme, Francfort/Paris, 1999.
- (éd.) Marc Bloch, Aus der Werkstatt des Historikers. Zur Theorie und Praxis der Geschichtswissenschaft, Campus Verlag/Éditions de la Maison des Sciences de l'Homme, Francfort/Paris, 2000.
- (éd.) Marc Bloch, Apologie der Geschichtswissenschaft oder Der Beruf des Historikers, Verlag Klett-Cotta, Stuttgart, 2002.
- (éd. avec Philippe Despoix), Siegfried Kracauer, penseur de l’histoire, Éditions de la Maison des Sciences de l’Homme, Paris, 2006.
- (éd. avec Hans-Jörg Rheinberger (de)), Marc Bloch et le crises du savoir, Institut Max-Planck d'histoire des sciences, preprint no. 418, Berlin, 2011.
- (éd. avec Henning Schmidgen et Jean-François Braunstein, Epistemology and History. From Bachelard and Canguilhem to Today’s History of Science, Berlin, Max Planck Institut für Wissenschaftsgeschichte, 2012 (Preprint 434)
- (éd. avec Dieter Gosewinkel et Iris Schröder), Antiliberales Europa, numéro thématique de la revue Zeithistorische Forschungen, 9, 2012, no. 3.
- (éd.) Fernand Braudel, Geschichte als Schlüssel zur Welt. Vorlesungen in deutscher Kriegsgefangenschaft 1941, Verlag Klett-Cotta, Stuttgart, 2013.